# K-560 Severodvinsk
El K-560 Severodvinsk es un submarino de misiles de crucero de propulsión nuclear de la clase Yasen de la Armada rusa, y el buque líder de la clase. El submarino lleva el nombre de la ciudad de Severodvinsk. Actualmente está desplegado con la Flota del Norte de Rusia.
El Severodvinsk fue entregado a la Armada rusa a fines de diciembre de 2013. La ceremonia de izamiento de la bandera se llevó a cabo el 17 de junio de 2014, marcando su introducción en la Armada rusa.

## Construcción

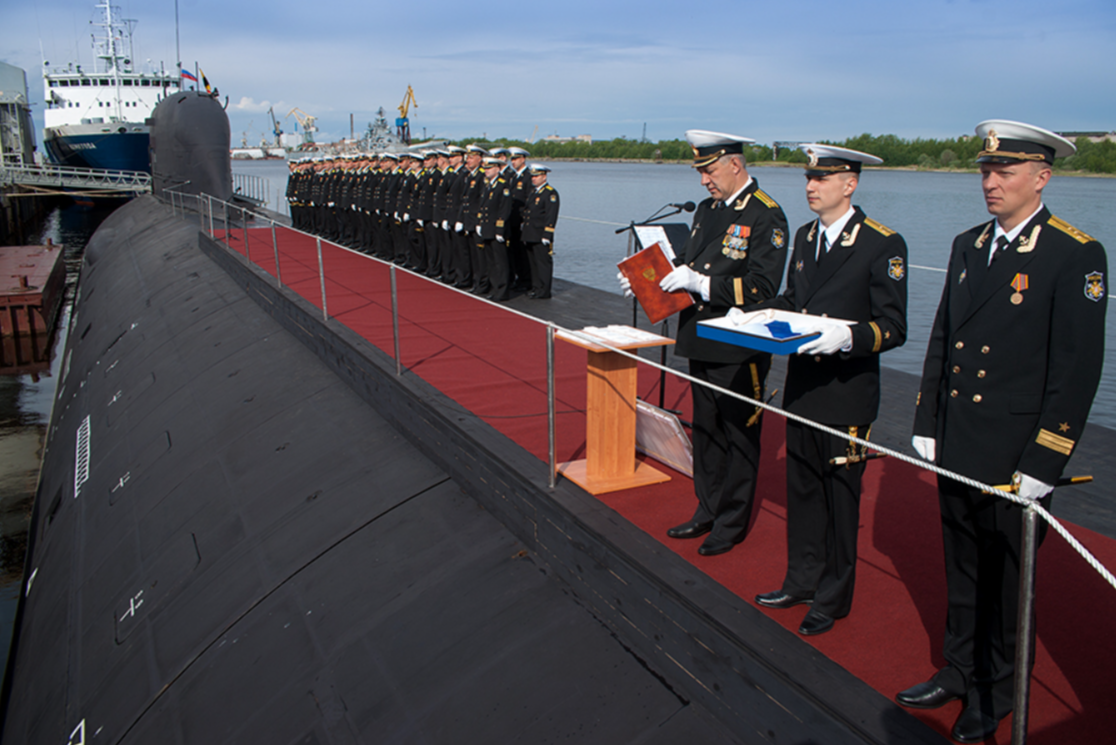
Ceremonia de izar la bandera de la Armada rusa en el submarino nuclear líder Severodvinsk el 17 de junio de 2014.

La construcción del submarino comenzó en 1993 y se planeó botarlo por primera vez en 1998. Sin embargo, los problemas presupuestarios retrasaron la construcción durante años y solo se botó el 15 de junio de 2010. Severodvinsk comenzó sus pruebas en el mar el 12 de septiembre de 2011 y regresó del primer viaje el 6 de octubre de 2011.
El 7 de noviembre de 2012, Severodvinsk lanzó con éxito un misil de crucero Kalibr (versión antibuque) desde una posición sumergida en un objetivo marítimo en el Mar Blanco. Más tarde ese mes, el submarino probó con éxito dos misiles de crucero Kalibr adicionales (versión de ataque terrestre). Los lanzamientos ocurrieron el 26 de noviembre de 2012 desde una posición en la superficie y dos días después desde una posición sumergida.

## Historial de servicio
El Severodvinsk fue entregado a la Armada rusa a fines de diciembre de 2013. La ceremonia de izamiento de la bandera se llevó a cabo el 17 de junio de 2014, marcando su introducción en la Armada rusa.
En noviembre de 2014, el submarino probó con éxito su cápsula de rescate que salió a la superficie desde una profundidad de 40 metros (130 pies) con cinco miembros de la tripulación adentro.
El Severodvinsk estuvo listo para el combate a principios de 2016. A fines de abril de 2016 y en agosto de 2017, realizó simulacros con misiles de crucero 3M14.
El 28 de marzo de 2019, lanzó un misil de crucero Kalibr desde un muelle en su base de operaciones. Anteriormente, tales lanzamientos no eran posibles. El submarino volvió a lanzar el misil de crucero Kalibr durante el ejercicio nuclear estratégico Grom-2019 el 17 de octubre de 2019.
En otoño de 2019, según los informes, participó en los simulacros de submarinos rusos más grandes posteriores a la Guerra Fría. Los simulacros, a veces denominados como operación, incluyeron diez submarinos, entre ellos dos diesel-eléctricos y ocho nucleares. Según los informes, los ocho submarinos nucleares constituían toda la flota de submarinos nucleares no estratégicos disponible de la Flota del Norte en ese momento. La operación supuestamente estaba probando la capacidad rusa para atravesar la brecha GIUK sin ser detectada y navegar hacia el Océano Atlántico, al igual que las operaciones Aport y Atrina en 1985 y 1987, respectivamente, cuando los soviéticos desplegaron varios SSN cerca de la costa de EE. UU. antes de la reunión entre Gorbachov y Reagan. Esta vez, la operación comenzó una semana antes de que el Comandante de la Flota del Norte de Rusia, Aleksandr Moiseyev, y el ministro de Relaciones Exteriores de Rusia, Serguéi Lavrov, se reunieran con sus homólogos noruegos en Kirkenes, Noruega. Se esperaba que la operación durara hasta dos meses.
Según fuentes del Ministerio de Defensa de RF, a fines de 2019, el Severodvinsk entrenó disparos de misiles de inmersión, superficie y crucero en el Ártico.
El 5 de febrero de 2021, alcanzó con éxito un objetivo costero en el campo de entrenamiento de Chiza, Óblast de Arcángel, con un misil Kalibr. En octubre de 2021, se informó que el submarino había lanzado con éxito el misil hipersónico Zircon desde el Mar Blanco a un objetivo en el Mar de Barents.
En julio de 2022, el submarino fue monitoreado en la superficie por las fuerzas navales de la OTAN mientras transitaba de la Flota del Norte al Báltico en compañía del submarino Vepr de clase Akula . [34] En agosto de 2022, fuentes de la Armada italiana informaron de la detección de un submarino nuclear, supuestamente el Severodvinsk, sumergido en el Mar Mediterráneo al sur de Sicilia, convirtiéndolo en el primer submarino nuclear ruso en el Mediterráneo desde el Kursk y Tomsk en 1999.